# نیژنیایا کورمازا
نیژنیایا کورمازا (انگلیسی: Nizhnyaya Kurmaza) یک شهرک در شهرستان بیژبولیاکسکی باشقیرستان کشور روسیه است.